# Boldt & Frings
Boldt & Frings war eine Düsseldorfer Architektengemeinschaft in der Epoche des Historismus, zu der sich die beiden Architekten August Boldt und Josef Frings zusammenschlossen.

## Wirken

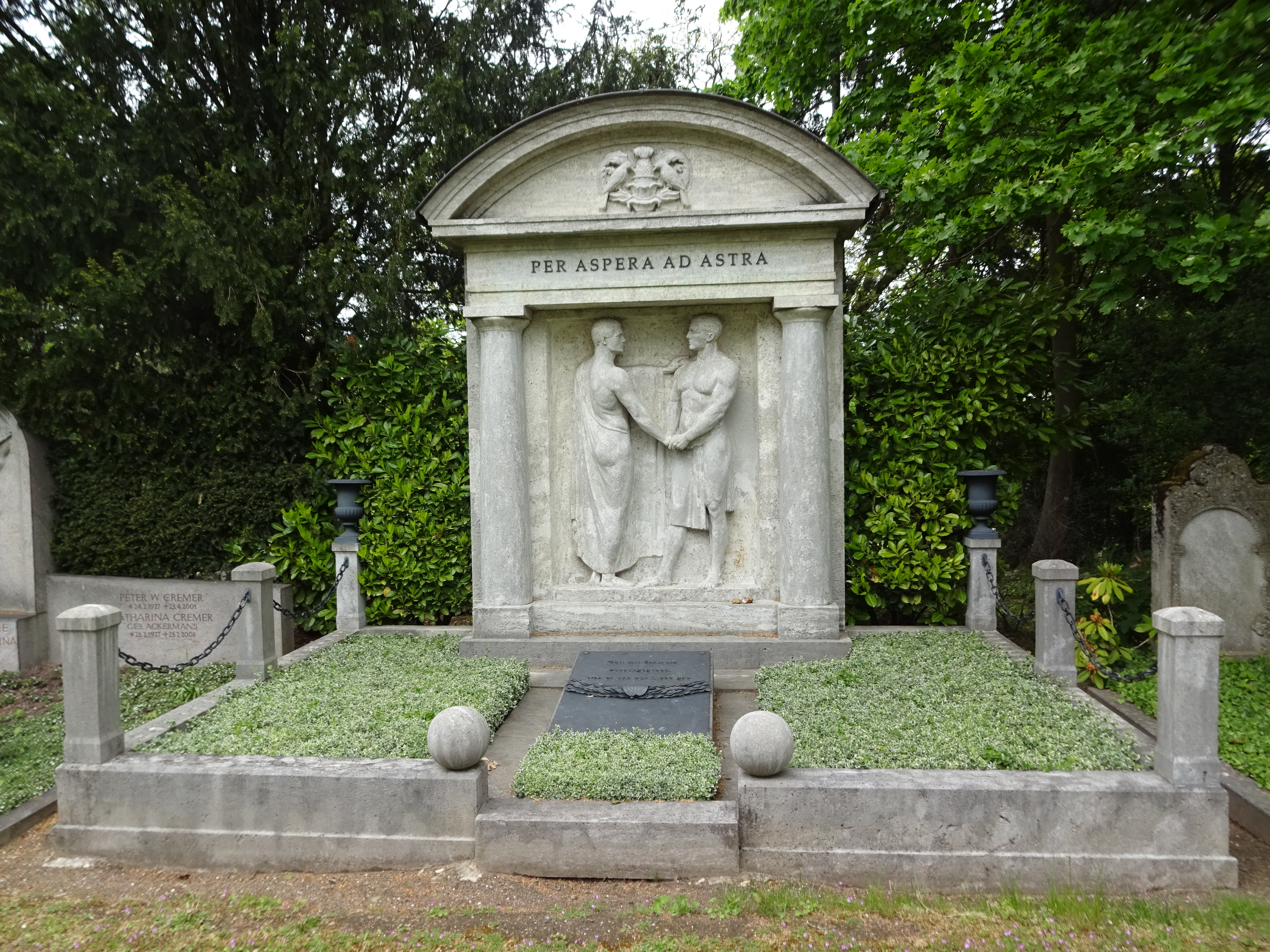
Grabstätte Boldt & Frings

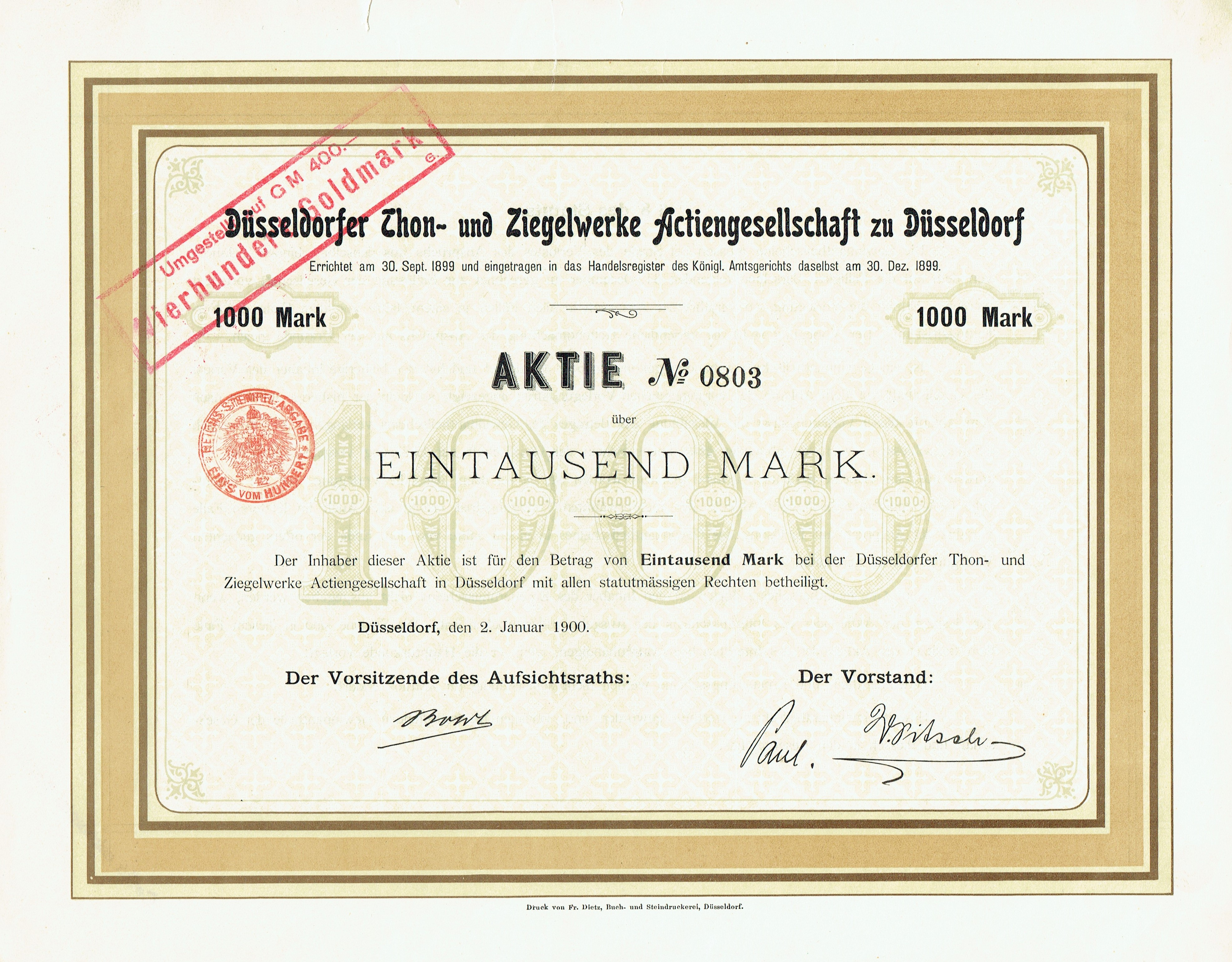
Aktie der Düsseldorfer Thon- und Ziegelwerke AG vom 2. Januar 1900, der Nachfolgefirma von Boldt & Frings

Das Büro entwarf Pläne zu Bauten hauptsächlich in Düsseldorf, aber auch in anderen Orten. Der Architekt Hermann vom Endt (1861–1939) war zeitweise bei ihnen tätig. Ein Grabmal auf dem Millionenhügel des Düsseldorfer Nordfriedhofs, das für die Familien Boldt und Frings errichtet wurde, erinnert an die beiden Düsseldorfer Architekten und ihre Familien. Das Adressbuch der Oberbürgermeisterei Düsseldorf erwähnt für die Jahre 1878, 1886, 1892 und 1894 Boldt, August Architekt … Firma: Boldt & Frings, Leopoldstr. 9 bzw. für die Jahre 1888 und 1890 Boldt und Frings. Anfang 1890 firmierte Boldt & Frings (August Boldt u. Josef Frings) mit dem Baugeschäft und einer Dampfziegelei, Hofgartenstr. 9. T.-Nr. 88 für Baugeschäft, T.-Nr. 89 für Dampfziegelei. Boldt & Frings betrieben zwei Ringofenziegeleien, eine unter der Anschrift Mörsenbroich 94 und 94a am Kittelbach gelegen und die zweite im heutigen Unterrath.
Mit der Herstellung von Ton-, Ziegel- und feuerfesten Waren aller Art konnten „Boldt & Frings“ Mietwohnhäuser in Eigenregie bauen, verwalten, vermieten oder veräußern. Ende des 19. Jahrhunderts hatte die Firma „Boldt & Frings“ ihren Sitz in der Uhlandstraße 14, so auch die Anschrift des Architekten Otto Frings. Am 30. September 1899 wurde unter Übernahme der Firma „Boldt & Frings“ samt aller Immobilien und Mobilien die „Düsseldorfer Thon- und Ziegelwerke AG“ gegründet. Anfang 1900 hatte die Aktiengesellschaft hatte ihren mit Sitz in der Collenbachstraße 2.

## Bauten und Entwürfe
- 1880: Hauptgebäude für die Gewerbe-Ausstellung für Rheinland, Westfalen und benachbarte Bezirke in Düsseldorf
- 1882: Haus der Gesellschaft „Verein“, Steinstraße 10–16, Düsseldorf-Stadtmitte (abgegangen)[6]
- 1883: Geschäftshaus der Firma Coppel & Goldschmidt, Mittelstraße 18 in Düsseldorf[7]
- 1883: Wohnhaus Kapellstraße 21 (vormals Capellstraße) in Düsseldorf-Pempelfort (seit 1985 unter Denkmalschutz)
- 1883: Wohnhaus Josephinenstraße 6, Düsseldorf
- 1883: Wohnhaus Corneliusstraße 16, Düsseldorf
- 1884: Wohnhäuser Elisabethstraße 101, 103 und 105, Düsseldorf-Unterbilk (alle abgegangen)
- 1884: Wohnhäuser Sternstraße 32, 32a und 32b, Düsseldorf-Pempelfort (waren 1884 noch unbewohnt)
- 1884: Wettbewerbsentwurf für das Gebäude der St. Gallischen Kantonalbank in St. Gallen (nicht ausgeführt)[8]
- 1884–1885: Gebäude für die Bergisch-Märkische Bank, Königsplatz 15/16 in Düsseldorf[9]
- 1885/1886: Wohnhaus Ernst Cramer, Hofgartenstraße 6/7 in Düsseldorf
- 1886: Wohnhaus Josef Frings, Hofgartenstraße 9 in Düsseldorf
- 1888: Wohnhaus Lorettostraße 53, Düsseldorf-Unterbilk
- 1888: Geschäftshaus der Firma Louis Alsberg, Schadowstraße 18 in Düsseldorf
- 1888: Geschäftshaus der Firma A. Ballauf, Schadowstraße 13/15 in Düsseldorf[10]
- 1888: Wohnhaus Bleichstraße 10a, Düsseldorf
- 1888: Rosenstraße 94a, Düsseldorf-Pempelfort
- vor 1891: Wohnhaus Grafenbergerchaussee 80, Düsseldorf
- vor 1891: Wohnhaus Nordstraße 90, Düsseldorf-Pempelfort (abgegangen)
- vor 1891: Wohnhaus Roßstraße 94a, Düsseldorf-Pempelfort
- vor 1892: Wohn- und Geschäftshaus Schadowstraße 26, Düsseldorf-Stadtmitte
- vor 1892: Wohnhaus Bilker Allee 138 und 140, Düsseldorf-Unterbilk
- vor 1893: Wohnhäuser Ankerstraße 135 (heute Schwerinstraße 6), Ankerstraße 138 (heute Schwerinstraße 3) und Ankerstraße 140 (heute Eckgebäude Schwerinstraße 1/Nordstraße 72), Düsseldorf-Pempelfort
- vor 1893: Wohnhäuser Nordstraße 74, 76 und 78, Düsseldorf-Pempelfort
- 1892: „Hotel Royal“, Bismarckstraße 102, Düsseldorf-Pempelfort (abgegangen)
- vor 1901: Wohnhäuser Ankerstraße 131, Ankerstraße 129, 127, 125 (heute Schwerinstraße Nr. 8–14, alle abgegangen), Düsseldorf-Pempelfort
- vor 1901: Wohnhaus Nordstraße 88 und 90, Düsseldorf-Pempelfort (abgegangen)
- 1903 bis 1904: Wohn- und Siedlungsbauten mit den damaligen Hausnummern 42, 42a, 44, 44a, 46, 46a und 48 an der Franklinstraße in Düsseldorf-Pempelfort. Bauherr war die „Düsseldorfer Thon- und Ziegelwerke AG“; der Architekt Otto Frings. (Nr. 42, 42a, 44, und 44a seit 1984 unter Denkmalschutz)
- vor 1910: Wohn- und Geschäftshaus Nordstraße 110, Düsseldorf-Pempelfort
- Wohnhaus Hofgartenstraße 14 in Düsseldorf
- 1908: Wettbewerbsentwurf für ein neues Logengebäude der Freimaurerloge „Alfred zur Linde“ in Essen (prämiert mit dem 2. Preis)[11]

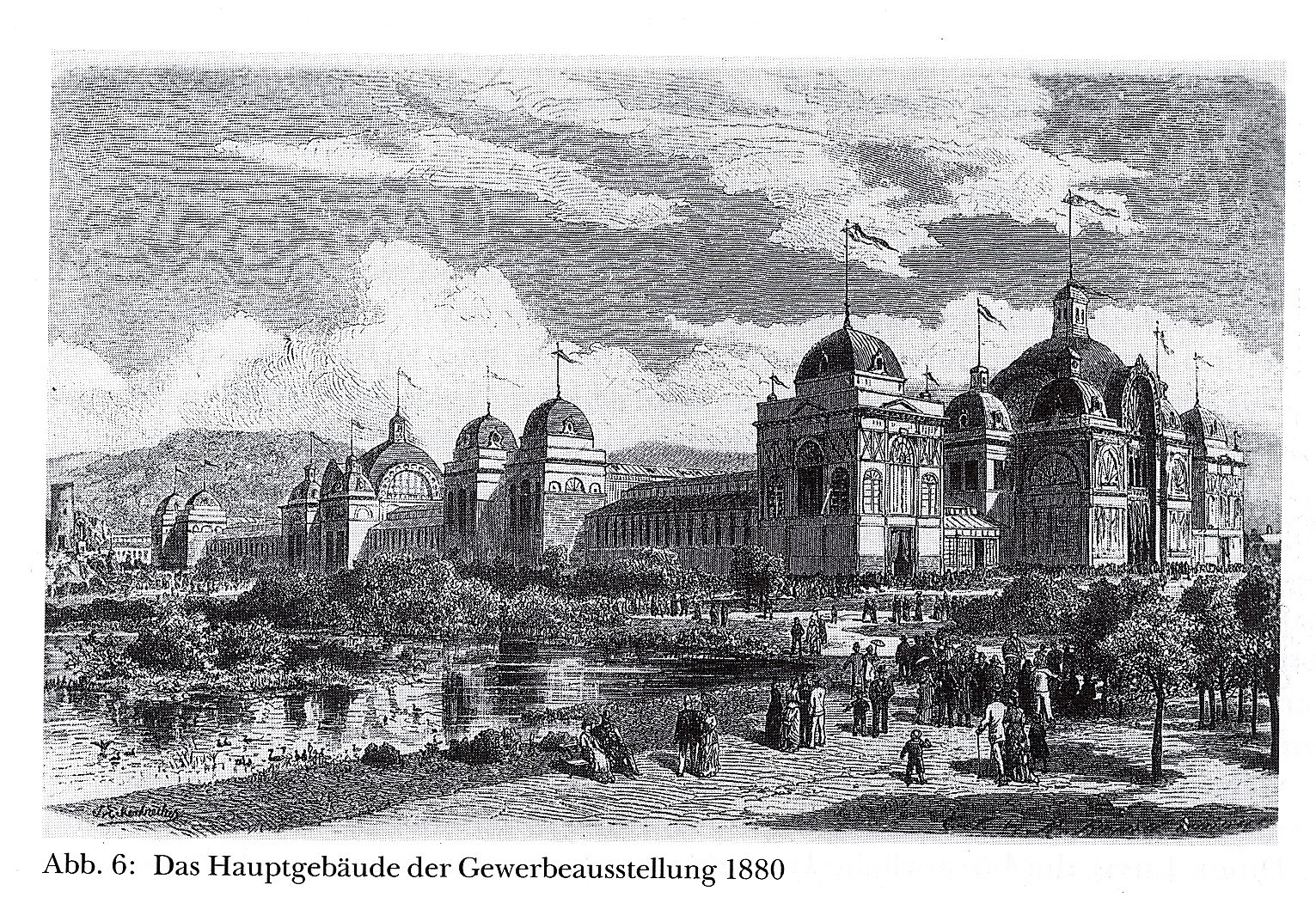
Hauptgebäude für die Gewerbe- und Kunstausstellung im Zoo-Gelände, Zeichnung von Themistokles von Eckenbrecher
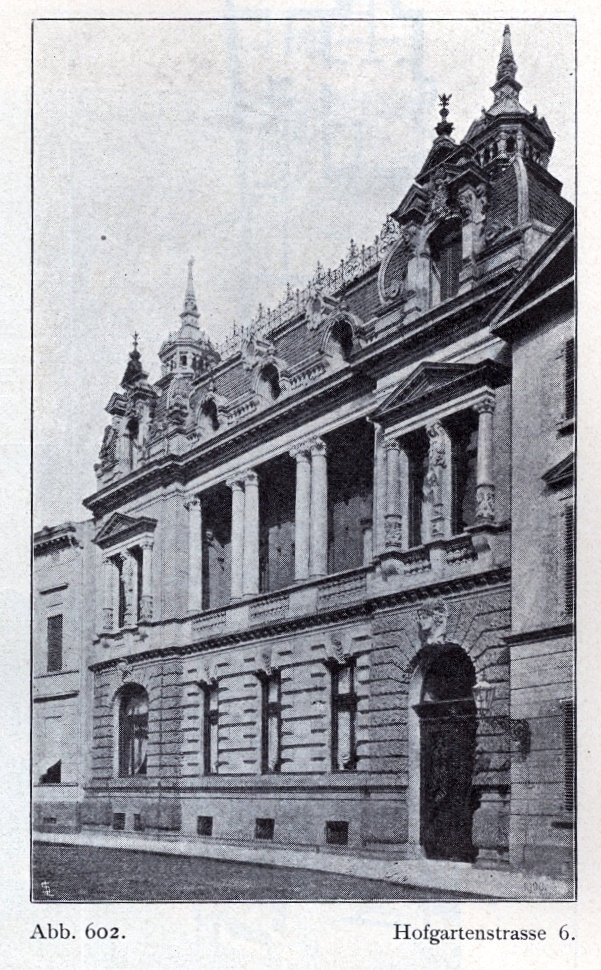
Haus Hofgartenstraße 6
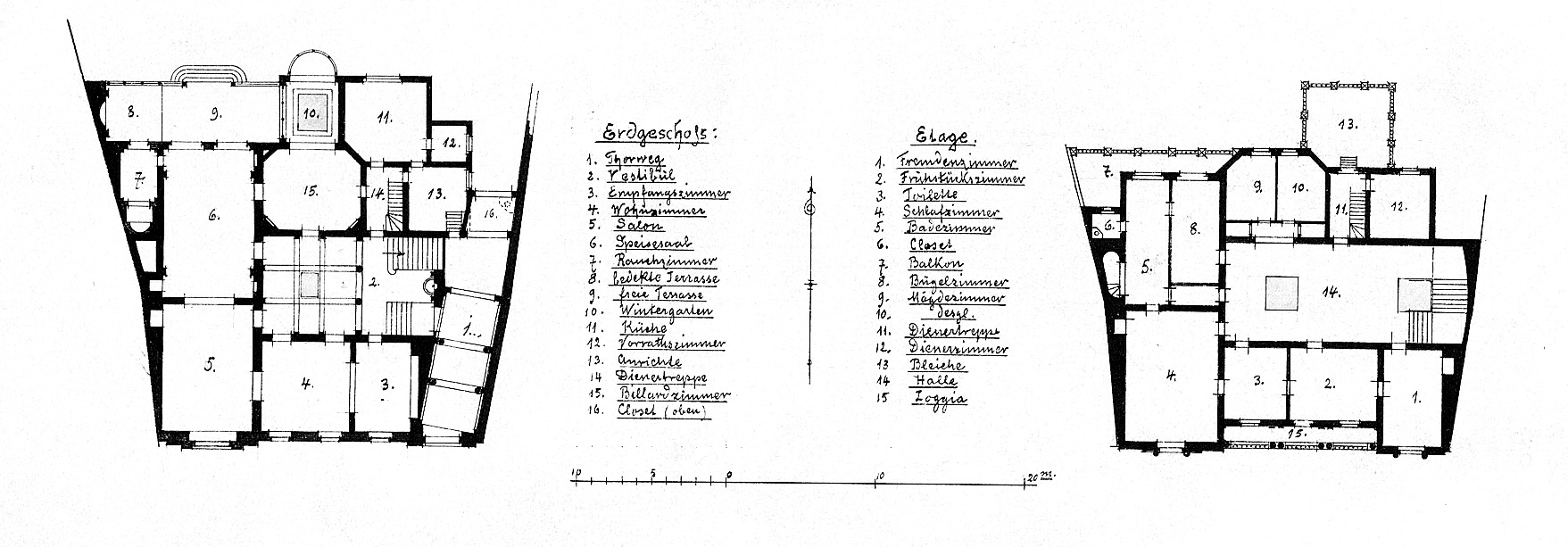
Haus Hofgartenstraße 6, Grundriss
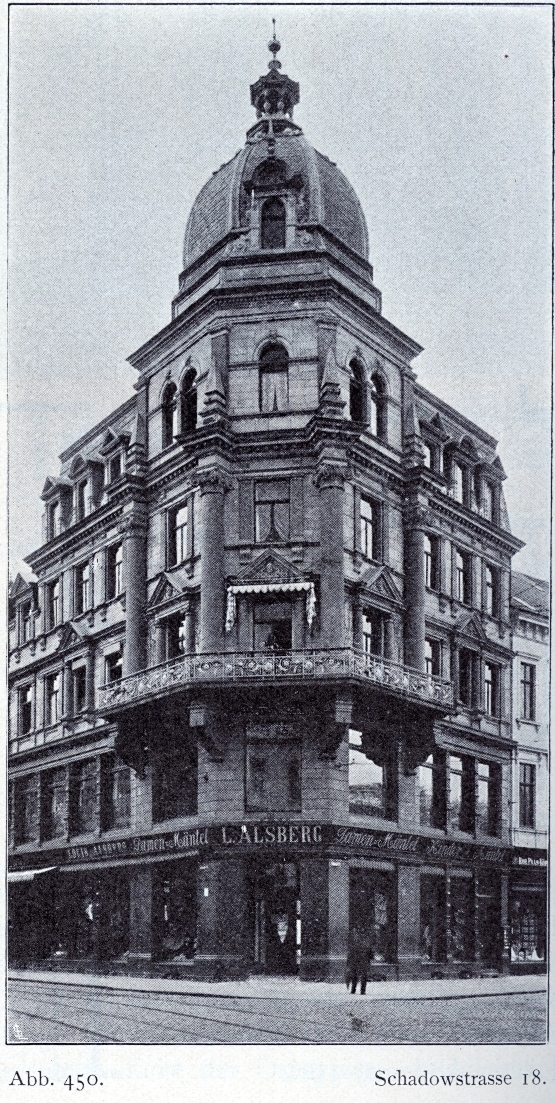
Haus Schadowstraße 18
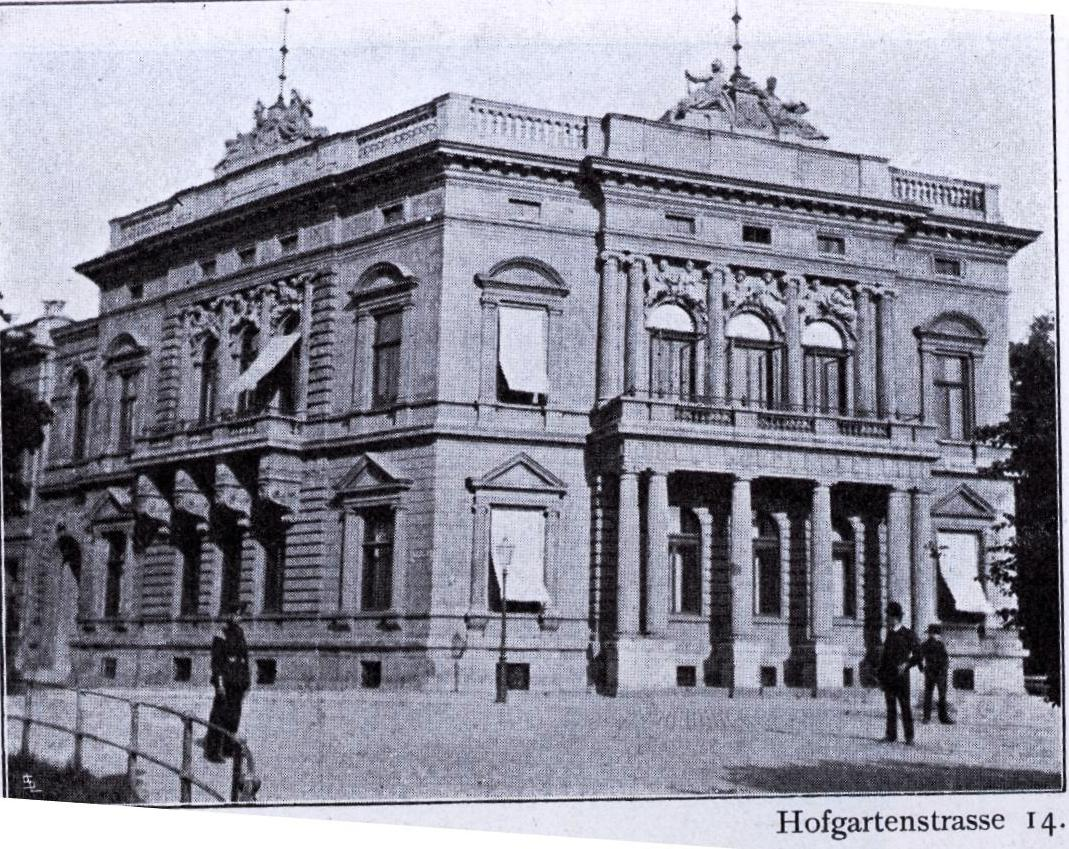
Haus Hofgartenstraße 14
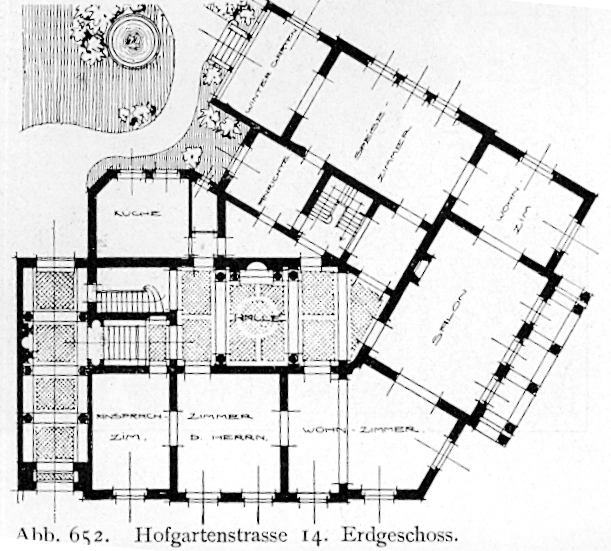
Haus Hofgartenstraße 14, Grundriss
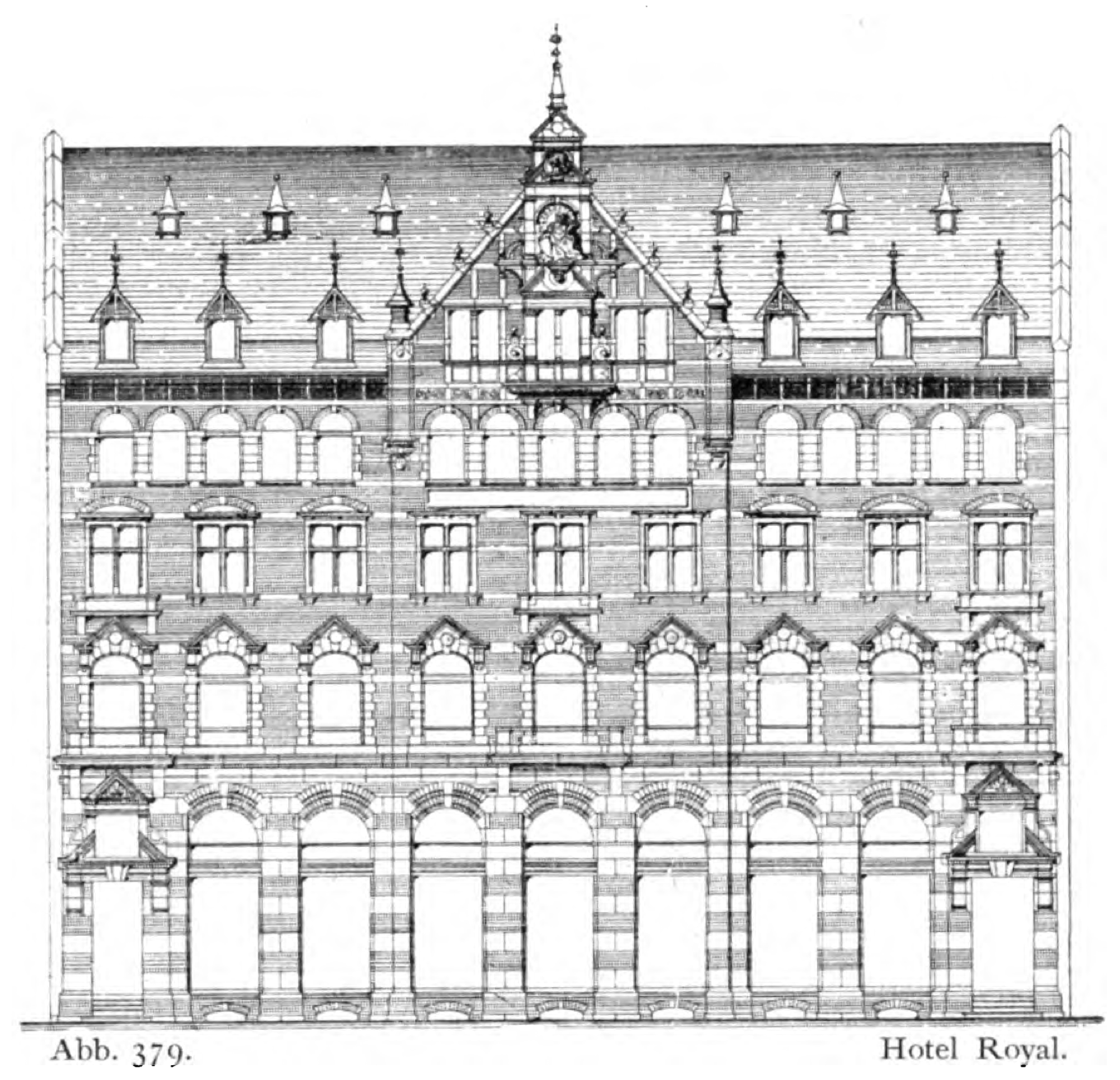
Hotel Royal, Bismarckstraße 102
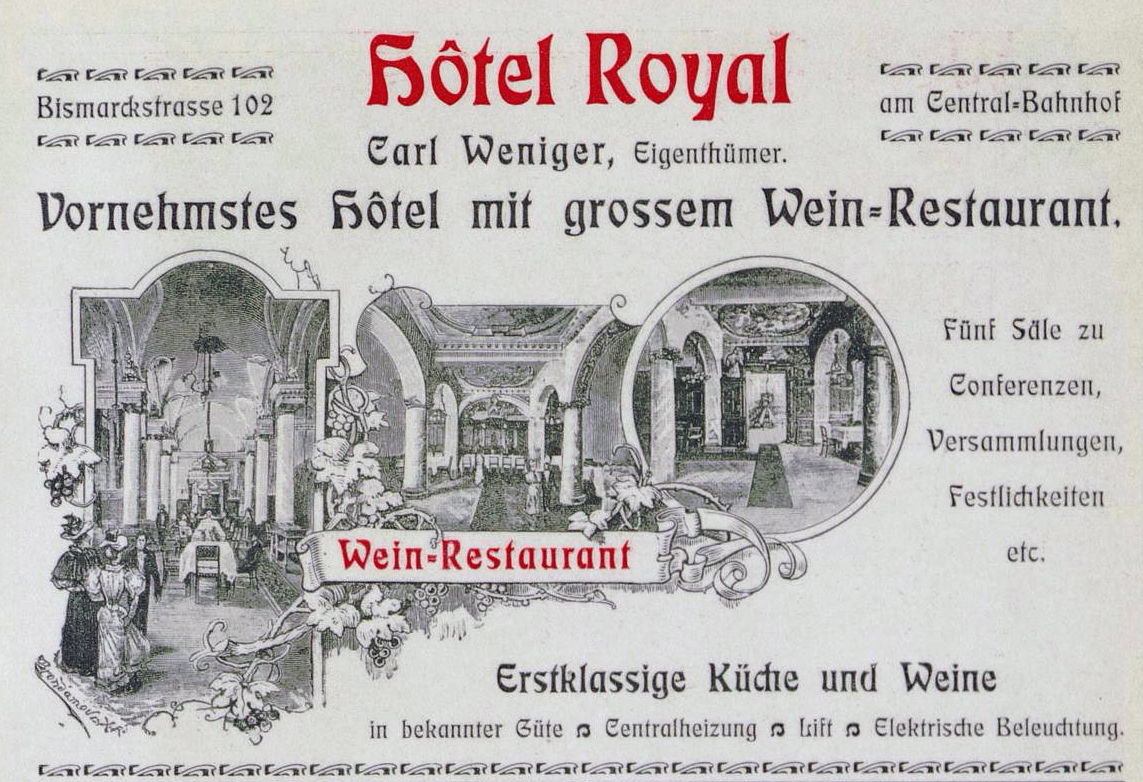
Das Hotel Royal wurde am 4. Dezember 1892 eröffnet